# Échographie gynécologique

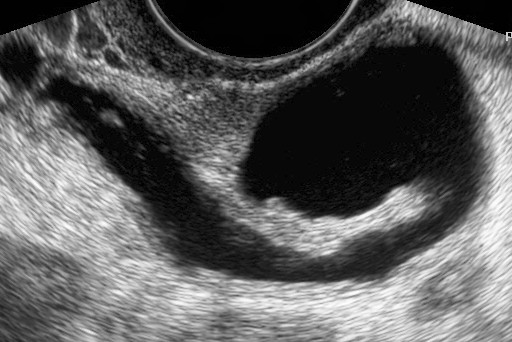
Hydrosalpinx gauche, observé par échographie gynécologique.

L'échographie gynécologique est l'application de l'échographie médicale aux organes pelviens de la femme, en particulier l'utérus, les ovaires, les trompes de Fallope, ainsi que la vessie, le cul-de-sac de Douglas, et tout ce qui peut concerner le pelvis en dehors de la grossesse.
Elle comprend :
- l'échographie abdominale.
- l'échographie endo-vaginale, qui visualise mieux le col de l'utérus, l'utérus, et les ovaires.

L'échographie gynécologique est largement utilisée :
- dans l'évaluation des organes pelviens,
- dans le diagnostic et le suivi des problèmes gynécologiques, notamment l'endométriose, le léiomyome, l'adénomyose, les kystes et lésions ovariennes,
- dans l'identification de masses annexes, incluant les grossesses extra-utérines
- dans le diagnostic de cancers gynécologiques
- dans les traitements de l'infertilité pour suivre la réponse des follicules ovariens aux médicaments contre la fertilité] (c.-à-d. Pergonal).

L'échographie transvaginale permet d'aspirer les kystes ovariens. Cette technique est utilisée pour obtenir des ovules humains (ovocyte) par ponction transvaginale dirigée par échographie des follicules ovariens dans la fécondation in vitro.
La sonohystérographie est une procédure spécialisée par laquelle un liquide, généralement une solution saline stérile, est introduit dans la cavité utérine et une échographie gynécologique est réalisée en même temps. La procédure délimite les pathologies intra-utérines telles que les polypes, le syndrome d'Asherman ou le léiomyome sous-muqueux.